# Chonocephalus dorsalis
Chonocephalus dorsalis är en tvåvingeart som beskrevs av Benno Wandolleck 1898. Chonocephalus dorsalis ingår i släktet Chonocephalus och familjen puckelflugor. Inga underarter finns listade i Catalogue of Life.